# AK Agram
AK Agram je hrvatski atletski klub iz Zagreba i aktualni je najbolji klub u Hrvatskoj.

## Povijest
Osnovan je u jesen 2007. godine i u vrlo kratkom roku pridružio se vrhu najboljih atletskih klubova, a već 2013. godine je dobio prvu titulu najuspješnijeg atletskog kolektiva Hrvatske. Klub broji preko 400 članova godišnje, od najmlađih do najstarijih dobnih kategorija. 

## Članovi
Aktualna vodeća klupska imena su ujedno i dvije olimpijke, Ana Šimić i Matea Matošević. Uz njih aktualni član kluba je i nekadašnji europski juniorski prvak i mlađeseniorski brončani, Milan Kotur, ali uz njih su se u međuvremenu promovirali Bruno Penezić, Hrvoje Čukman, Mateo Kovačić i Zlatko Kožuhar koji su ujedno najuspješniji aktualni atletičari kluba u dosadašnjoj povijesti. U ženskoj konkurenciji uz spomenutu Šimić i Matošević, najbolja aktualna mlada atletičarka je Dora Filipović.  

## Vanjske poveznice
- AK Agram